# New Windsor (Maryland)
Pour les articles homonymes, voir New Windsor.
New Windsor est une ville de l'État américain du Maryland, située dans le comté de Carroll. Selon le recensement de 2010, sa population est de 1 396 habitants.